# Promozione Lombardia 1988-1989
Nella stagione 1988-1989 la Promozione era il sesto livello del calcio italiano (il massimo livello regionale). Qui vi sono le statistiche relative al campionato in Lombardia gestito dal Comitato Regionale Lombardo.
Il campionato è strutturato in vari gironi all'italiana su base regionale, gestiti dai Comitati Regionali di competenza. Promozioni alla categoria superiore e retrocessioni in quella inferiore non erano sempre omogenee; erano quantificate all'inizio del campionato dal Comitato Regionale secondo le direttive stabilite dalla Lega Nazionale Dilettanti, ma flessibili, in relazione al numero delle società retrocesse dal Campionato Interregionale e perciò, a seconda delle varie situazioni regionali, la fine del campionato poteva avere degli spareggi sia di promozione che di retrocessione.
Questo è il campionato regionale della regione Lombardia, ma fino alla stagione 1994-1995 la provincia di Piacenza è stata di competenza del Comitato Regionale Lombardo così come la provincia di Mantova è stata gestita dal Comitato Regionale Emilia-Romagna.

## Girone A

### Squadre partecipanti
| Club                  | Città                         |
| --------------------- | ----------------------------- |
| U.S. Caronnese        | Caronno Pertusella (VA)       |
| U.S. Cistellum        | Cislago (VA)                  |
| F.B.C. Corbetta       | Corbetta (MI)                 |
| S.G. Gallaratese      | Gallarate (VA)                |
| U.S. Inveruno         | Inveruno (MI)                 |
| F.C. Laveno Mombello  | Laveno Mombello (VA)          |
| A.C. Magenta          | Magenta (MI)                  |
| A.C. Parabiago        | Parabiago (MI)                |
| G.S. Pero Calcio      | Pero (MI)                     |
| A.S. Pontevecchio     | Ponte Vecchio di Magenta (MI) |
| A.C. Real Rhodense    | Bariana di Lainate (MI)       |
| A.C. Samverga         | Verghera di Samarate (VA)     |
| A.S. Ternatese Calcio | Ternate (VA)                  |
| A.C. Tradate          | Tradate (VA)                  |
| F.C. Travedona        | Travedona Monate (VA)         |
| F.C. Verbano Calcio   | Besozzo (VA)                  |

### Classifica finale
|  | Pos. | Squadra         | Pt | G  | V  | N  | P  | GF | GS | DR  |
|  | ---- | --------------- | -- | -- | -- | -- | -- | -- | -- | --- |
|  | 1.   | Corbetta        | 44 | 30 | 17 | 10 | 3  | 41 | 18 | +23 |
|  | 2.   | Real Rhodense   | 41 | 30 | 13 | 15 | 2  | 42 | 19 | +23 |
|  | 3.   | Parabiago       | 36 | 30 | 14 | 8  | 8  | 37 | 29 | +8  |
|  | 4.   | Verbano         | 34 | 30 | 12 | 10 | 8  | 30 | 19 | +11 |
|  | 4.   | Pontevecchio    | 34 | 30 | 10 | 14 | 6  | 32 | 24 | +8  |
|  | 6.   | Gallaratese     | 32 | 30 | 9  | 14 | 7  | 30 | 23 | +7  |
|  | 7.   | Inveruno        | 31 | 30 | 8  | 15 | 7  | 26 | 20 | +6  |
|  | 8.   | Samverga        | 29 | 30 | 8  | 13 | 9  | 25 | 31 | -6  |
|  | 8.   | Cistellum       | 29 | 30 | 8  | 13 | 9  | 25 | 21 | +4  |
|  | 8.   | Caronnese       | 29 | 30 | 9  | 11 | 10 | 33 | 32 | +1  |
|  | 8.   | Ternatese       | 29 | 30 | 7  | 15 | 8  | 20 | 24 | -4  |
|  | 12.  | Travedona       | 26 | 30 | 7  | 12 | 11 | 29 | 38 | -9  |
|  | 13.  | Pero            | 25 | 30 | 3  | 19 | 8  | 23 | 38 | -15 |
|  | 14.  | Magenta         | 23 | 30 | 8  | 7  | 15 | 23 | 39 | -16 |
|  | 15.  | Laveno Mombello | 19 | 30 | 3  | 13 | 14 | 15 | 30 | -15 |
|  | 15.  | Tradate         | 19 | 30 | 2  | 15 | 13 | 24 | 42 | -18 |

Legenda:
      Promosso in Interregionale 1989-1990.
      Retrocesso in Prima Categoria 1989-1990.
Regolamento:
Due punti a vittoria, uno a pareggio, zero a sconfitta.

## Girone B

### Squadre partecipanti
| Club                  | Città                    |
| --------------------- | ------------------------ |
| U.S. Baruccana        | Baruccana di Seveso (MI) |
| A.C. Brugherio        | Brugherio (MI)           |
| U.S. Caratese         | Carate Brianza (MI)      |
| Pol. Giovanile Senago | Senago (MI)              |
| U.S. Guanzatese       | Guanzate (CO)            |
| A.C. Lentatese        | Lentate sul Seveso (MI)  |
| U.S. Lomazzo          | Lomazzo (CO)             |
| Pol. Mandello         | Mandello del Lario (CO)  |
| U.S. Morbegnese       | Morbegno (SO)            |
| A.C. Muggiò           | Muggiò (MI)              |
| A.S. Oggiono          | Oggiono (CO)             |
| A.C. Oreno            | Oreno di Vimercate (MI)  |
| U.S. Padernese Calcio | Paderno Dugnano (MI)     |
| A.C. Pro Cologno      | Cologno Monzese (MI)     |
| S.C. Rovellasca 1910  | Rovellasca (CO)          |
| U.S. Senaghese        | Senago (MI)              |

### Classifica finale
|  | Pos. | Squadra          | Pt | G  | V  | N  | P  | GF | GS | DR  |
|  | ---- | ---------------- | -- | -- | -- | -- | -- | -- | -- | --- |
|  | 1.   | Brugherio        | 44 | 30 | 18 | 8  | 4  | 44 | 20 | +24 |
|  | 2.   | Rovellasca 1910  | 44 | 30 | 18 | 8  | 4  | 48 | 20 | +28 |
|  | 3.   | Oggiono          | 40 | 30 | 14 | 12 | 4  | 41 | 19 | +22 |
|  | 4.   | Caratese         | 37 | 30 | 15 | 7  | 8  | 51 | 36 | +15 |
|  | 5.   | Pro Cologno      | 36 | 30 | 13 | 10 | 7  | 45 | 37 | +8  |
|  | 6.   | Senaghese        | 33 | 30 | 12 | 9  | 9  | 42 | 33 | +9  |
|  | 7.   | Lentatese        | 30 | 30 | 11 | 8  | 11 | 37 | 35 | +2  |
|  | 7.   | Mandello         | 30 | 30 | 12 | 6  | 12 | 47 | 41 | +6  |
|  | 7.   | Lomazzo          | 30 | 30 | 10 | 10 | 10 | 38 | 30 | +8  |
|  | 10.  | Padernese        | 28 | 30 | 9  | 10 | 11 | 32 | 39 | -7  |
|  | 10.  | Baruccana        | 28 | 30 | 9  | 10 | 11 | 25 | 34 | -9  |
|  | 12.  | Muggiò           | 27 | 30 | 6  | 15 | 9  | 31 | 30 | +1  |
|  | 13.  | Guanzatese       | 24 | 30 | 8  | 8  | 14 | 30 | 43 | -13 |
|  | 14.  | Morbegnese       | 23 | 30 | 8  | 7  | 15 | 29 | 44 | -15 |
|  | 15.  | Oreno            | 20 | 30 | 5  | 10 | 15 | 28 | 49 | -21 |
|  | 16.  | Giovanile Senago | 6  | 30 | 2  | 2  | 26 | 19 | 77 | -58 |

Legenda:
      Promosso in Interregionale 1989-1990.
 Va allo spareggio promozione.
      Retrocesso in Prima Categoria 1989-1990.
Regolamento:
Due punti a vittoria, uno a pareggio, zero a sconfitta.

### Spareggio promozione
|           | Risultato |                 | Luogo e data                     |  |
| --------- | --------- | --------------- | -------------------------------- |  |
| Brugherio | 2 - 1     | Rovellasca 1910 | Paderno Dugnano, ??? maggio 1989 |  |
|           |           |                 |                                  |  |

## Girone C

### Squadre partecipanti
| Club                       | Città                      |
| -------------------------- | -------------------------- |
| U.S. Brembillese           | Brembilla (BG)             |
| A.C. Calolziocorte         | Calolziocorte (BG)         |
| A.C. Carugatese            | Carugate (MI)              |
| F.C. Cassano 1966          | Cassano d'Adda (MI)        |
| A.C. Cernusco              | Cernusco sul Naviglio (MI) |
| G.S. Concorezzese          | Concorezzo (MI)            |
| A.S. Giana Erminio         | Gorgonzola (BG)            |
| G.S. Luisiana              | Pandino (CR)               |
| U.S. Mapello               | Mapello (BG)               |
| U.S. Melzo                 | Melzo (MI)                 |
| U.S. Offanenghese          | Offanengo (CR)             |
| C.S. Trevigliese           | Treviglio (BG)             |
| S.S. Tritium 1908          | Trezzo sull'Adda (MI)      |
| A.C. Verdello              | Verdello (BG)              |
| U.S.C. Voluntas Osio Sotto | Osio Sotto (BG)            |
| Pol. Zanica                | Zanica (BG)                |

### Classifica finale
|  | Pos. | Squadra             | Pt | G  | V  | N  | P  | GF | GS | DR  |
|  | ---- | ------------------- | -- | -- | -- | -- | -- | -- | -- | --- |
|  | 1.   | Brembillese         | 41 | 30 | 16 | 9  | 5  | 57 | 33 | +24 |
|  | 2.   | Melzo               | 41 | 30 | 13 | 15 | 2  | 37 | 19 | +18 |
|  | 3.   | Trevigliese         | 39 | 30 | 14 | 11 | 5  | 39 | 22 | +17 |
|  | 4.   | Cernusco            | 38 | 30 | 13 | 12 | 5  | 34 | 21 | +13 |
|  | 5.   | Concorezzese        | 34 | 30 | 13 | 8  | 9  | 39 | 32 | +7  |
|  | 5.   | Calolziocorte       | 34 | 30 | 13 | 8  | 9  | 27 | 28 | -1  |
|  | 5.   | Zanica              | 34 | 30 | 10 | 14 | 6  | 35 | 25 | +10 |
|  | 8.   | Cassano 1966        | 31 | 30 | 10 | 11 | 9  | 29 | 22 | +7  |
|  | 8.   | Carugatese          | 31 | 30 | 10 | 11 | 9  | 29 | 26 | +3  |
|  | 9.   | Verdello            | 29 | 30 | 11 | 7  | 12 | 30 | 27 | +3  |
|  | 11.  | Giana Erminio       | 27 | 30 | 7  | 13 | 10 | 22 | 25 | -3  |
|  | 12.  | Mapello             | 26 | 30 | 8  | 10 | 12 | 34 | 45 | -11 |
|  | 13.  | Voluntas Osio Sotto | 25 | 30 | 5  | 15 | 10 | 17 | 31 | -14 |
|  | 14.  | Tritium             | 19 | 30 | 3  | 13 | 14 | 18 | 38 | -20 |
|  | 15.  | Offanenghese        | 17 | 30 | 3  | 11 | 16 | 25 | 52 | -27 |
|  | 16.  | Luisiana            | 14 | 30 | 3  | 8  | 19 | 19 | 45 | -26 |

Legenda:
      Promosso in Interregionale 1989-1990.
 Va allo spareggio promozione.
      Retrocesso in Prima Categoria 1989-1990.
Regolamento:
Due punti a vittoria, uno a pareggio, zero a sconfitta.

### Spareggio promozione
|             | Risultato |       | Luogo e data                |  |
| ----------- | --------- | ----- | --------------------------- |  |
| Brembillese | 2 - 0     | Melzo | Osio Sotto, ??? maggio 1989 |  |
|             |           |       |                             |  |

## Girone D

### Squadre partecipanti
| Club                    | Città                  |
| ----------------------- | ---------------------- |
| Pol. Albinese Calcio    | Albino (BG)            |
| F.C. Aurora Travagliato | Travagliato (BS)       |
| A.C. Bagnatica          | Bagnatica (BG)         |
| U.S. Breno              | Breno (BS)             |
| F.C. Calvina Sport      | Calvisano (BS)         |
| F.C. Chiari             | Chiari (BS)            |
| U.S. Clusone            | Clusone (BG)           |
| Pol. Concesio           | Concesio (BS)          |
| A.C. Fontanellese       | Fontanella (BG)        |
| U.S. Forza e Costanza   | Martinengo (BG)        |
| S.S. Leoncelli          | Vescovato (CR)         |
| A.C. Lumezzane          | Lumezzane (BS)         |
| Pol. San Paolo d'Argon  | San Paolo d'Argon (BG) |
| G.S. Verolese Ocean     | Verolanuova (BS)       |
| A.C. Villongo           | Villongo (BG)          |
| A.C. Virtus Gazzaniga   | Gazzaniga (BG)         |

### Classifica finale
|  | Pos. | Squadra            | Pt | G  | V  | N  | P  | GF | GS | DR  |
|  | ---- | ------------------ | -- | -- | -- | -- | -- | -- | -- | --- |
|  | 1.   | Lumezzane          | 53 | 30 | 24 | 5  | 1  | 64 | 12 | +52 |
|  | 2.   | Breno              | 40 | 30 | 15 | 10 | 5  | 37 | 21 | +16 |
|  | 3.   | Verolese           | 36 | 30 | 15 | 6  | 9  | 56 | 28 | +28 |
|  | 4.   | Albinese           | 35 | 30 | 11 | 13 | 6  | 31 | 17 | +14 |
|  | 5.   | Virtus Gazzaniga   | 34 | 30 | 10 | 14 | 6  | 29 | 21 | +8  |
|  | 6.   | San Paolo d'Argon  | 33 | 30 | 9  | 15 | 6  | 38 | 28 | +10 |
|  | 7.   | Forza e Costanza   | 32 | 30 | 10 | 12 | 8  | 36 | 32 | +4  |
|  | 8.   | Chiari             | 30 | 30 | 8  | 14 | 8  | 29 | 36 | -7  |
|  | 9.   | Villongo           | 29 | 30 | 9  | 11 | 10 | 26 | 29 | -3  |
|  | 10.  | Concesio           | 28 | 30 | 7  | 14 | 9  | 36 | 43 | -7  |
|  | 10.  | Clusone            | 28 | 30 | 9  | 10 | 11 | 25 | 34 | -9  |
|  | 11.  | Bagnatica          | 27 | 30 | 8  | 11 | 11 | 31 | 32 | -1  |
|  | 11.  | Fontanellese       | 27 | 30 | 7  | 13 | 10 | 29 | 38 | -9  |
|  | 14.  | Leoncelli          | 23 | 30 | 6  | 11 | 13 | 32 | 50 | -18 |
|  | 15.  | Calvina Sport      | 14 | 30 | 3  | 8  | 19 | 20 | 59 | -39 |
|  | 16.  | Aurora Travagliato | 11 | 30 | 1  | 9  | 20 | 22 | 61 | -39 |

Legenda:
      Promosso in Interregionale 1989-1990.
      Retrocesso in Prima Categoria 1989-1990.
Regolamento:
Due punti a vittoria, uno a pareggio, zero a sconfitta.

## Girone E

### Squadre partecipanti
| Club                    | Città                       |
| ----------------------- | --------------------------- |
| A.S. Abbiategrasso      | Abbiategrasso (MI)          |
| S.S. Borgolombardo      | San Giuliano Milanese (MI)  |
| A.C. Broni              | Broni (PV)                  |
| F.B.C. Casteggio        | Casteggio (PV)              |
| A.C. Castellana         | Castel San Giovanni (PC)    |
| A.S. Cisliano           | Cisliano (MI)               |
| A.C. Codogno            | Codogno (MI)                |
| U.S. Corsico            | Corsico (MI)                |
| A.S. Robbio             | Robbio (PV)                 |
| A.C. San Nicolò         | S.Nicolò di Rottofreno (PC) |
| A.P. San Rocco al Porto | San Rocco al Porto (MI)     |
| A.S. Sangiulianese      | San Giuliano Milanese (MI)  |
| A.C. Sant'Angelo S.r.l. | Sant'Angelo Lodigiano (MI)  |
| A.C. Trezzano Vigor     | Trezzano sul Naviglio (MI)  |
| U.S. Vigolzone C.M.C.   | Vigolzone (PC)              |
| U.S. Vizzolese          | Vizzolo Predabissi (MI)     |

### Classifica finale
|  | Pos. | Squadra            | Pt | G  | V  | N  | P  | GF | GS | DR  |
|  | ---- | ------------------ | -- | -- | -- | -- | -- | -- | -- | --- |
|  | 1.   | Sant'Angelo        | 45 | 30 | 17 | 11 | 2  | 37 | 12 | +25 |
|  | 2.   | Casteggio          | 36 | 30 | 11 | 14 | 5  | 30 | 20 | +10 |
|  | 3.   | Broni              | 35 | 30 | 11 | 13 | 6  | 35 | 23 | +12 |
|  | 3.   | Robbio             | 35 | 30 | 11 | 13 | 6  | 38 | 25 | +13 |
|  | 3.   | Corsico            | 35 | 30 | 13 | 9  | 8  | 40 | 24 | +16 |
|  | 6.   | Abbiategrasso      | 34 | 30 | 10 | 14 | 6  | 29 | 15 | +14 |
|  | 7.   | Vigolzone C.M.C.   | 33 | 30 | 11 | 11 | 8  | 37 | 32 | +5  |
|  | 8.   | Borgolombardo      | 32 | 30 | 9  | 14 | 7  | 21 | 25 | -4  |
|  | 9.   | Codogno            | 28 | 30 | 8  | 12 | 10 | 23 | 23 | 0   |
|  | 10.  | Vizzolese          | 26 | 30 | 6  | 14 | 10 | 16 | 26 | -10 |
|  | 10.  | Trezzano Vigor     | 26 | 30 | 7  | 12 | 11 | 25 | 31 | -6  |
|  | 10.  | San Rocco al Porto | 26 | 30 | 8  | 10 | 12 | 26 | 40 | -14 |
|  | 13.  | San Nicolò         | 25 | 30 | 6  | 13 | 11 | 20 | 33 | -13 |
|  | 14.  | Sangiulianese      | 25 | 30 | 8  | 9  | 13 | 17 | 30 | -13 |
|  | 15.  | Castellana         | 20 | 30 | 4  | 12 | 14 | 21 | 40 | -19 |
|  | 16.  | Cisliano           | 19 | 30 | 5  | 9  | 16 | 25 | 41 | -16 |

Legenda:
      Promosso in Interregionale 1989-1990.
 Va allo spareggio retrocessione.
      Retrocesso in Prima Categoria 1989-1990.
Regolamento:
Due punti a vittoria, uno a pareggio, zero a sconfitta.

### Spareggio retrocessione
|            | Risultato |               | Luogo e data                           |  |
| ---------- | --------- | ------------- | -------------------------------------- |  |
| San Nicolò | 1 - 0     | Sangiulianese | Sant'Angelo Lodigiano, ??? maggio 1989 |  |
|            |           |               |                                        |  |